# Celidomphax aplaga
Celidomphax aplaga là một loài bướm đêm trong họ Geometridae.